# Vittorio Veneto
Pour les articles homonymes, voir Vittorio Veneto (homonymie).
Vittorio Veneto est une ville d'environ 30 000 habitants, située dans la province de Trévise en Vénétie (Italie). Elle est née de la fusion, en 1866, des communes de Serravalle et de Ceneda.

## Histoire
En octobre 1918, les forces italiennes engagées dans ce qui deviendra la bataille de Vittorio Veneto (voir Bataille du Piave) comprennent 57 divisions, dont trois britanniques et deux françaises, qui disposent de 7 700 pièces d'artillerie. Les Austro-Hongrois, dont le moral est déjà sérieusement entamé, déploient 52 divisions équipées de 6 030 pièces d'artillerie. Les Austro-Hongrois parviennent à arrêter l'avancée de la IVe armée italienne sur le mont Grappa, mais la bataille se joue essentiellement autour de Vittorio Veneto. Elle s'engage bien pour les Austro-Hongrois, qui freinent l'avancée de la VIIIe armée italienne alors qu'elle tente de traverser le Piave. Cependant, la XIIe armée française, commandée par le général français Jean Graziani, réussit à prendre pied sur la rive austro-hongroise du Piave, tout comme la Xe armée du général britannique, le comte de Cavan.
Le 28 octobre, les deux têtes de pont sont consolidées et les forces franco-britanniques et italiennes exploitent leurs gains. Le 30 octobre la IIIe armée italienne arrive à briser la résistance des Autrichiens et passe le Piave. Dans la nuit du 31 octobre sur le monte Grappa les Austro-Hongrois commencent à céder face à la IVe armée italienne qui avance vers la ville de Belluno. La manœuvre de l'armée italienne sur le monte Cesen et sur le haut-plateau d'Asiago arrive à couper en deux l'armée autrichienne en séparant ses divisions sur les Alpes avec celles de la plaine. Les Autrichiens sont menacés d'encerclement et reculent sur toute la ligne du front. L'avancée des Italiens est très rapide, le 3 novembre les villes de Trente et Trieste sont prises, une tête de pont arrive jusqu'à la ville de Postumjia en Slovénie, les Austro-hongrois se retirent d'une manière chaotique et laissent sur le champ 350 000 prisonniers et presque 5 000 pièces d'artillerie. L'Autriche elle-même reste sans défense.
Le 4 novembre, l'Autriche demande l'armistice à l'Italie. Les Italiens acceptent préférant mettre un terme tout de suite à une guerre qui les a ruinés économiquement et qui avait causé beaucoup de pertes humaines. L'armistice est signé le 4 novembre à Villa Giusti près de Padoue en Vénétie et marque la fin de l'empire Austro-Hongrois. La dissolution de l'empire Austro-Hongrois est un coup très dur pour les Allemands qui perdent leur principal allié.

## Économie
- Carrozzeria Sicca
- Silca S.p.A.

## Culture
- Cathédrale de Vittorio Veneto

## Musée
Musée de la bataille. En 1918, les Italiens remportaient une victoire décisive face aux Autrichiens. Photos, armes, uniformes et documents officiels sont exposés dans ce musée, où chaque salle porte le nom d'un martyr de la Première Guerre mondiale.

## Événement commémoratif
- L'Ordre de Vittorio Veneto a été créé en 1968 pour récompenser les combattants de la Première Guerre mondiale et des conflits antérieurs.

## Personnalités
- Liste des évêques de Ceneda (Vittorio Veneto)
- Angelo Felice Capelli (1681-1749), mathématicien et astronome, mort à Ceneda ;
- Lorenzo da Ponte (1749-1838), librettiste d'opéras (né à Ceneda)
- Tito A. Spagnol (1895-1979), écrivain, journaliste et réalisateur, auteur de roman policier et de roman d'espionnage
- Albino Luciani (1912-1978), évêque de Vittorio Veneto avant de devenir pape.
- Renato Longo (1937-2023), Coureur, né à Veneto.
- Irene Casagrande (1996-), actrice née à Vittorio Veneto.
- Francesca Segat (1983-), nageuse née à Vittoria Veneto,
- Andrea Poli (1989-), joueur de football, international italien, né à Vittorio Veneto

## Sport
- Circuito dell'Assunta
- Medaglia d'Oro Frare De Nardi

## Administration
| Période                                  | Période  | Identité         | Étiquette                  | Qualité     |
| ---------------------------------------- | -------- | ---------------- | -------------------------- | ----------- |
| 28 juin 2004                             | En cours | Giancarlo Scottà | Ligue du Nord- Lega Veneta | Vétérinaire |
| Les données manquantes sont à compléter. |          |                  |                            |             |

### Hameaux
Carpesica, Ceneda, Confin, Cozzuolo, Fadalto, Formeniga, Longhere, Nove, San Giacomo di Veglia, Serravalle (Vittorio Veneto)

### Communes limitrophes
Belluno, Cappella Maggiore, Colle Umberto, Conegliano, Farra d'Alpago, Fregona, Limana, Revine Lago, San Pietro di Feletto,  Tarzo

### Évolution démographique
Habitants recensés

## Jumelages
- São Caetano do Sul (Brésil) depuis 1984
- Finale Ligure (Italie) depuis 1998
- Criciúma (Brésil) depuis 2000